# 強棘非鯽
強棘非鯽，為輻鰭魚綱鱸形目隆頭魚亞目慈鯛科的其中一種，分布於南美洲黑河及奧里諾科河上游流域，體長可達32公分，棲息在河川、湖泊及沼澤，屬肉食性，以昆蟲、甲殼類及魚類等為食，可作為觀賞魚及食用魚。